# Мхітарян Нвєр Мнацаканович
Нвєр Мнацаканович Мхітарян (нар. 16 червня 1960, Єреван, Вірменська РСР) — український політик, доктор технічних наук (1996), член-кореспондент НАН України, колишній член Партії регіонів; ВР України, колишній член фракції Партії регіонів (з 11.2007 по 22.02.2014), член Комітету будівництва, містобудування і житлово-комунального господарства та регіональної політики (з 12.2007); почесний консул Колумбії в Україні; директор Інституту відновлюваної енергетики НАН України, засновник будівельної компанії «Познякижилбуд», народний депутат України, IV, VI и VII скл.

## Життєпис
- 1978—1982 — закінчив Єреванський політехнічний інститут, архітектурно-будівельний факультет, спеціальність «Виробництво будівельних виробів і конструкцій».
- 1982—1988 — майстер, виконроб, ст. виконроб, СБО «Вірменводбуд».
- З 1988 — гол. інж., Єхегнутський завод залізобетонних виробів тресту «Вірменводбуд».
- 1988—1990 — ст. викладач (за сумісн.), Єреванський архітектурно-буд. інститут.
- 1989 —  захистив кандидатську дисертацію «Геліотермообробка тонкостінних армованих бетонних плит при виробництві пакетним способом» (Київський інженерно-будівельний інститут);
- 1990—1993 — майстер, Рівн. дільниця ВО «Гідроспецбуд», м. Рівне.
- 1996 — захистив докторську дисертацію «Основи геліотермообробки лужних бетонів» (Єреванський інженерно-будівельний інститут, 1996; нострифікована Одеська державна академія будівництва і архітектури, 1997).
- 1996 — створив будівельну компанію «Познякижилбуд», що за період свого існування звела багатоповерхові будинки в ж/м Києва: Позняки, Троєщина, Печерськ, також серед проєктів компанії: будинок-хвиля в Царському селі, вежі-близнюки на бульварі Лесі Українки і будинок на Ковпака, 17.
- 1996—1999 — голова ради директорів, повне товариство «Познякижитлобуд» корпорації «Укрбудматеріали», м. Київ.
- 1999—2002 — президент, корпорація «Познякижитлобуд».
- 2000—2005 — президент Спілки вірменів України.
- З 2003 — член-кореспондент Національної академії наук України (Відділення фізико-технічних проблем енергетики).
- 2012 — Інститут відновлювальної енергетики НАН України під керівництвом Нвера Мхітаряна провів кілька досліджень перспектив розвитку цієї галузі, а також організовував наукові конференції з зеленої енергетики. Сам Нвер Мхітарян відстоював ідею розвитку альтернативної енергетики.[5]

Академік АІНУ, Академії будівництва України. Член Вірменського відділення Міжнародної асоціації інженерів-енергетиків, Міжнародної технічної академії, Американського товариства цивільних інженерів. Професор кафедри будівельних матеріалів і виробів Аерокосмічної академії України (1997).
Ім'я занесено в Світову залу слави «Хто є хто», що об'єднує 500 видатних особистостей сучасності (Міжнародний біографічний центр, Кембридж). Заступник керівника дослідницької асоціації Американського біографічного центру (США), заступник генерального директора Міжнародного біографічного центру (Кембридж, Англія). «Людина року — 98» (Американський біографічний інститут). Ордени «Слава на вірність Вітчизні» III ст., «За трудові заслуги» II ст. «Кришталевий ріг достатку» і диплом переможця в номінації «Засновники нового напрямку» за проєкт «Теплий дім» (Всеукраїнський рейтинг популярності і якості «Золота фортуна» (1998). Почесна грамота Кабінету Міністрів України (1999). Кавалер Орден Святого князя Володимира Великого IV, III, II ст. (УПЦ МП).
Автор монографій: «Гелиотермообработка тонкостенных железобетонных конструкций в пакетах», «Основи геліотермообробки залізобетонних конструкцій» (вірмен.), «Физико-химические основы гелиотехнологии щелочных бетонов».
Автор 21 патентів, з яких 11 — в галузі будівництва та 10 в галузі енергетики, енергозбереженню та альтернативної енергетики.

### Політика
Народний депутат України 7 скликання з 12.2012 від Партії регіонів, № 32 в списку. На час виборів: народний депутат України, член ПР. Колишній член фракції Партії регіонів (з 12.2012 по 22.02.2014). Член Комітету будівництва, містобудування і житлово-комунального господарства та регіональної політики (з 12.2012).
Народний депутат України 6 скликання 11.2007-12.2012 від Партії регіонів, № 95 в списку. На час виборів: перебував у кадровому резерві ВР України, член ПР. Колишній член фракції Партії регіонів (з 11.2007 по 22.02.2014). Член Комітету будівництва, містобудування і житлово-комунального господарства та регіональної політики (з 12.2007).
Березень 2006 — кандидат в народні депутати України від Народного блоку Литвина, № 19 в списку, член НП.
Народний депутат України 4-го скликання з квітня 2002 до квітня 2006 від Блоку «За єдину Україну!» № 31 в списку. На час виборів: президент корпорації «Познякижитлобуд», безпартійний. Член фракції «Єдина Україна» (травень — червень 2002), член фракції партій ППУ та «Трудова Україна» (червень 2002 — квітень 2004), член фракції політичної партії «Трудова Україна» (квітень — грудень 2004), позафракційний (грудень 2004 — січень 2005), член групи «Демократична Україна» (січень — вересень 2005), член фракції політичної партії «Вперед, Україно!» (вересень — листопад 2005), член групи Народного блоку Литвина (з листопада 2005). Заступник голови Комітету з питань прав людини, національних меншин і міжнаціональних відносин (з червня 2002). На посаді виступав за лібералізацію та гуманізацію умов утримання ув'язнених, медичну допомогу для них та профілактику туберкульозу в місцях позбавлення волі.

## Критика
- Був одним зі 148-ми народних депутатів України, хто в червні 2013 року підписав Звернення депутатів від Партії регіонів і КПУ до польського Сейму з проханням «визнати Волинську трагедію геноцидом щодо польського населення і засудити злочинні діяння українських націоналістів».
- Також голосував за Закон Ківалова-Колесніченка, який пізніше Конституційний Суд визнав неконституційним і таким, що втратив чинність.

## Державні нагороди
- Орден князя Ярослава Мудрого V ст. (27 червня 2013) — за значний особистий внесок у державне будівництво, соціально-економічний, науково-технічний, культурно-освітній розвиток України, вагомі трудові здобутки та високий професіоналізм[9]
- Орден «За заслуги» I ст.[10][11]
- Орден «За заслуги» II ст.[10][11]
- Орден «За заслуги» III ст. (8 липня 2000) — за вагомий особистий внесок у розвиток житлового будівництва, значні досягнення у праці[12]
- Орден Данила Галицького (16 червня 2010) — за вагомий особистий внесок у державне будівництво, активну законотворчу та громадсько-політичну діяльність[13]
- Заслужений будівельник України (25 лютого 1999) — за сумлінну працю, вагомі досягнення в професійній діяльності[14]
- Державна премія України в галузі науки і техніки 2003 року — за цикл праць «Наукові дослідження, розробка та впровадження низькоенергоємних технологій і техніки у будівництві» (у складі колективу)[15]

## Родина
Батько — вірменський дитячий письменник, ветеран II-й Світової війни Мнацакан Тарян.
Син — Мхітарян Артур Нвєрович, підприємець, власник інвестиційно-девелоперської компанії Taryan Group.
Дочка — Мхітарян Астхік Нверовна, директор та власник салона меблів «Provasi», магазинів «Valentino» и «Hermes».